# Callogorgia
Genre
Synonymes
- Callicella Gray, 1870
- Xiphocella Gray, 1870
- Caligorgia Wright & Studer, 1889

Callogorgia est un genre de coraux alcyonaires de la famille des Primnoidae et de l'ordre des Alcyonacea. Ce sont des coraux abyssaux.
L'espèce type est Gorgonia verticillata Pallas, 1766.

## Espèces
- Callogorgia affinis (Versluys, 1906)
- Callogorgia americana Cairns & Bayer 2002
- Callogorgia arawak Bayer, Cairns, Cordeiro & Pérez, 2014
- Callogorgia chariessa Bayer, 1982
- Callogorgia cristata Aurivillius, 1931
- Callogorgia delta Cairns & Bayer, 2003
- Callogorgia dubia (Thomson & Henderson, 1906)
- Callogorgia elegans (Gray, 1870)
- Callogorgia flabellum (Ehrenberg, 1834)
- Callogorgia formosa Kükenthal, 1907
- Callogorgia galapagensis Cairns, 2018
- Callogorgia gilberti (Nutting, 1908)
- Callogorgia gracilis (Milne Edwards & Haime 1857)
- Callogorgia grimaldii (Studer, 1890)
- Callogorgia imperialis Cairns in Cairns, Stone, Moon & Lee, 2017
- Callogorgia indica Versluys, 1906
- Callogorgia joubini (Versluys, 1906)
- Callogorgia kinoshitae Kükenthal, 1913
- Callogorgia laevis (Thomson & Mackinnon, 1911)
- Callogorgia linguimaris Bayer & Cairns, 2003
- Callogorgia minuta (Versluys, 1906)
- Callogorgia modesta (Studer, 1879)
- Callogorgia pennacea (Versluys, 1906)
- Callogorgia pseudoflabellum Song, 1981
- Callogorgia ramosa (Kükenthal & Gorzawsky, 1908)
- Callogorgia robusta (Versluys, 1906)
- Callogorgia sertosa (Wright & Studer, 1889)
- Callogorgia similis (Versluys, 1906)
- Callogorgia versluysi (Thomson, 1905)
- Callogorgia verticillata (Pallas, 1766)